# Held in Splendor
Held in Splendor — второй студийный альбом американской психоделической инди-рок группы Quilt из Бостона, изданный 28 января 2014 года на лейбле Mexican Summer.

## История
К началу 2013 года группа разработала планы по записи продолжения. Анна Фокс Рочински объяснила, что, несмотря на то, что в их музыке был силен аспект совместной работы, на этот альбом они принесли и «готовые» песни. Это было впервые для нас. Джон, Шейн и я все поем и пишем песни, и я думаю, что альбом представляет собой очень хорошее сочетание нашей индивидуальности и единства как целостного произведения". Они начали репетировать материал в The Puritan Garage в Чарльзтауне, Бостон. Quilt также объединились с бостонцами MMOSS, чтобы выпустить сплит EP 'New Hampshire Freaks', который вышел в апреле 2013 года.
В апреле 2013 года группа переехала в Нью-Йорк, чтобы начать запись в собственной студии Mexican Summer вместе с продюсером Джарвисом Тавенером. Они потратили месяц на запись, «пригласили друзей, которые добавили саксофон и скрипку, виолончель и стальную гитару». Батлер объяснил, что опыт «обладания студией, демо-записи песен и лучшее знание друг друга как музыкантов помогли этому случиться».

## Отзывы
| Совокупная оценка    | Совокупная оценка |
| Источник             | Оценка            |
| -------------------- | ----------------- |
| Metacritic           | 74/100            |
| Оценки критиков      |                   |
| Источник             | Оценка            |
| AllMusic             | [ 6 ]             |
| Consequence of Sound | C+                |
| The Guardian         | [ 8 ]             |
| musicOMH             | [ 9 ]             |
| NME                  | 8/10              |
| Pitchfork            | 7.0/10            |
| Spin                 | 8/10              |
| Under the Radar      | [ 13 ]            |

Альбом получил положительные отзывы музыкальной критики и интернет-изданий.
Хизер Фарес из AllMusic отметил, что «Их второй альбом Held in Splendor кажется одновременно и продолжением (дебютного альбома), и резкой эволюцией по сравнению с ранним периодом. Более полные аранжировки и инструментарий… В звучании альбома есть лизергиновая яркость и блеск».

## Список композиций
Слова и музыка всех песен — Quilt.
| №                   | Название            | Длительность |
| ------------------- | ------------------- | ------------ |
| 1.                  | «Arctic Shark»      | 2:37         |
| 2.                  | «Saturday Bride»    | 3:49         |
| 3.                  | «Eye of the Pearl»  | 3:17         |
| 4.                  | «Mary Mountain»     | 5:01         |
| 5.                  | «Tie Up the Tides»  | 3:33         |
| 6.                  | «The Hollow»        | 1:51         |
| 7.                  | «A Mirror»          | 2:59         |
| 8.                  | «Just Dust»         | 2:28         |
| 9.                  | «The World Is Flat» | 2:04         |
| 10.                 | «Tired & Buttered»  | 3:00         |
| 11.                 | «Secondary Swan»    | 4:38         |
| 12.                 | «Talking Trains»    | 2:31         |
| 13.                 | «I Sleep in Nature» | 5:13         |
| Общая длительность: | Общая длительность: | 43:01        |